# مهرجان أبو الهول السينمائي الدولي
مهرجان أبو الهول السينمائي الدولي
مهرجان أبو الهول السينمائي الدولي لأفلام دارسي السينما في العالم ، هو فعالية سينمائية، ينظمه ويشرف عليه طلاب واتحاد طلاب المعهد العالي للسينما برعاية أكاديمية الفنون مصر . ويهدف المهرجان التي أُقيمت دورته الأولى في الفترة من 3 إلى 7 أبريل 2016 في أكاديمية الفنون بمصر إلى إبراز دور صناع وطلاب السينما الأكاديميين في الارتقاء بالفن السابع و المساهمة في تطوير فنون وعلوم وأبحاث الفيلم والمصنفات السمعية والبصرية، وتشجيع الحوار بين طلاب ودارسي السينما في العالم،
وقد أهدى المهرجان دورته الأولى إلى المخرج الكبير الراحل مدكور ثابت أستاذ الإخراج بالمعهد ورئيس الأكاديمية الأسبق تقديرا لدوره الرائد والبناء في مجال السينما.
يمنح المهرجان جوائز لأحسن فيلم وأحسن مخرج وأحسن سيناريو وأحسن هندسة صوتية وأحسن مونتاج و أحسن فيلم تحريك وأحسن هندسة مناظر وأحسن إدارة إنتاج وأحسن تصوير
لائحة المهرجان
كما يمنح المهرجان جائزة تقديرية باسم الرائد المخرج الراحل محمد كريم عن مجمل الأعمال لشخصيات سينمائية ساهمت في التدريب والتعليم والعمل على الارتقاء بالفن السينمائي.
أقيمت الدورة الأولى من المهرجان تحت رئاسة الأستاذة الدكتورة / غادة جبارة عميد المعهد العالي للسينما وبإشراف الأستاذ الدكتور محسن التوني وكيل المعهد وينعقد المهرجان في الأسبوع الأول من أبريل من كل عام وهو تظاهرة سينمائية طموحة من مريم الناجي مدير ومؤسس المهرجان .